# Епинас (Кантал)
Епинас (фр. Espinasse) насеље је и општина у централној Француској у региону Оверња, у департману Кантал која припада префектури Сен Флур.
По подацима из 2011. године у општини је живело 70 становника, а густина насељености је износила 4,19 становника/km². Општина се простире на површини од 16,72 km². Налази се на средњој надморској висини од 900 метара (максималној 1.064 m, а минималној 620 m).

## Демографија
| 1962. | 1968. | 1975. | 1982. | 1990. | 1999. | 2011. |
| ----- | ----- | ----- | ----- | ----- | ----- | ----- |
| 137   | 148   | 149   | 123   | 92    | 80    | 70    |

График промене броја становника у току последњих година